# Villamanrique de Tajo
Villamanrique de Tajo er en by og kommune i det centrale Spanien i Madrid-regionen. Den har et indbyggertal på 825 (2024) indbyggere.